# Kalvsund, Storeberg
Kalvsund, Storeberg är ett naturreservat i Lidköpings kommun i Västra Götalands län.
Ön Kalvsund, även kallad Västra Kalvön, fridlystes 26 juni 1923. Det omfattar 3 hektar och är beläget utanför Karlfjärden i Vänern. Området har ett rikt fågelliv.